# Surto de gripe suína de 1976

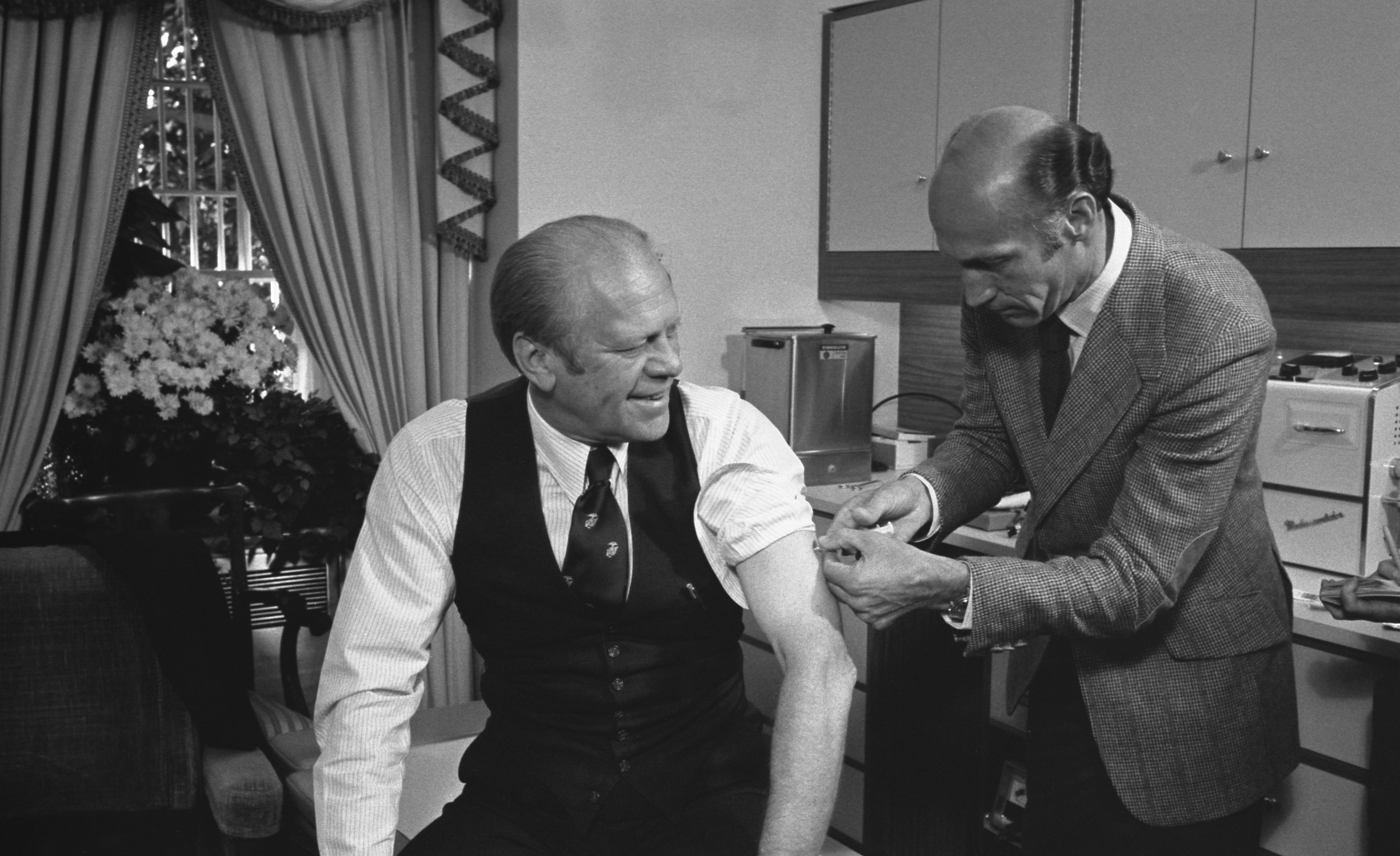
Gerald Ford se vacinando em 1976

O Surto de gripe suína de 1976 se refere a um surto de gripe suína ocorrido especificamente nos Estados Unidos, no ano de 1976. O então presidente Gerald R. Ford, a fim de combater a doença, determinou a vacinação em massa da população, mas ao menos 25 pessoas morreram por terem tomado a vacina. Nunca nenhum caso de gripe suína foi confirmado fora dos EUA em 1976.